# Toéssin (Ouahigouya)
Ne doit pas être confondu avec Toéssin.
Toéssin est une localité située dans le département de Ouahigouya de la province du Yatenga dans la région Nord au Burkina Faso.

## Géographie
Toéssin se trouve à 9 km au nord-ouest du centre de Ouahigouya, le chef-lieu de la province. Le village est traversé par la route nationale 2.

## Économie
Le comédien/conteur Issiaka Bonkoungou y a passé une partie de sa jeunesse. Les profits de vente et les droits d'auteur de son recueil de contes du Burkina Faso "Echos du grenier magique" seraient selon l'auteur reversés au village pour son développement.

## Santé et éducation
Le centre de soins le plus proche de Toéssin est le centre de santé et de promotion sociale (CSPS) de Roba tandis que le centre hospitalier régional (CHR) de la province se trouve à Ouahigouya.